# Heinz Hornig
Heinz Hornig (* 28. září 1937, Gelsenkirchen) je bývalý německý fotbalista, útočník. Po skončení aktivní kariéry působil jako trenér.

## Fotbalová kariéra
Začínal v Eintrachtu Gelsenkirchen. Dále hrál za FC Schalke 04 a Rot-Weiss Essen. V Bundeslize hrál za 1. FC Köln, se kterým získal v roce 1964 mistrovský titul a v roce 1968 německý fotbalový pohár. V Bundeslize nastoupil ve 176 utkáních a dal 33 gólů. Za západoněmeckou reprezentaci nastoupil v letech 1965–1966 v 7 utkáních. Byl členem stříbrné západoněmecké fotbalové reprezentace na Mistrovství světa ve fotbale 1966, ale v utkání nenastoupil a zůstal mezi náhradníky. V Poháru mistrů evropských zemí nastoupil v 6 utkáních, v Poháru vítězů pohárů nastoupil v 8 utkáních a v Poháru UEFA nastoupil v 11 utkáních a dal 1 gól.

## Ligová bilance
| Ročník                               | Zápasy | Góly | Klub       |
| ------------------------------------ | ------ | ---- | ---------- |
| Německá fotbalová Bundesliga 1963/64 | 24     | 7    | 1. FC Köln |
| Německá fotbalová Bundesliga 1964/65 | 25     | 6    | 1. FC Köln |
| Německá fotbalová Bundesliga 1965/66 | 21     | 6    | 1. FC Köln |
| Německá fotbalová Bundesliga 1966/67 | 26     | 4    | 1. FC Köln |
| Německá fotbalová Bundesliga 1967/68 | 28     | 1    | 1. FC Köln |
| Německá fotbalová Bundesliga 1968/69 | 32     | 6    | 1. FC Köln |
| Německá fotbalová Bundesliga 1969/70 | 20     | 3    | 1. FC Köln |
| CELKEM Bundesliga                    | 176    | 33   |            |